# Dinner for Two
Dinner for Two ist eine österreichische Filmkomödie aus dem Jahr 2003. Sie wurde im Jahr 2003 gedreht und am 1. Oktober 2003 auf ORF 2 erstmals ausgestrahlt.

## Handlung
Als Leopold und Stefanie Wörmann in einem Nobelrestaurant die gleiche Speise einnehmen, erleidet Leopold (alias Poldi) einen Anfall. Der Arzt stellt daraufhin nur bei Leopold einen Bluthochdruck und einen hohen Cholesterinwert im Blut fest, wobei Leopold nun eine strenge Diät verordnet wird. Stefanies Werte hingegen sind normal.
Leopold, der Firmenchef bei einer Spedition ist, lädt in seine Wohnung eine Gruppe japanischer Geschäftsleute ein, um das Geschäft aufrechtzuerhalten, was sich aber nicht erfüllt. In der Wohnung der Wörmanns wird von Stefanie und ihrer besten Freundin Sophie Kurz ein Festmahl mit österreichischen Speisen zubereitet, was die Japaner in Begeisterung versetzt. Auch kreiert Stefanie den Fudschijama. Doch Sophie serviert Leopold statt Schnitzel Tofu, worauf sich die Japaner über den Ausspruch „Herzerl Bum Bum“ lustig machen. Danach begibt sich Leopold zum nahegelegenen Würstelstand und konsumiert dort heimlich Käsekrainer.
Sophie Kurz hat familiäre Probleme. Ihr Gemahl Peter hat spontan aus noch unbekannten Gründen die Familie verlassen. Zudem hob er das gesamte Geld vom Konto der Familie ab. Tochter Tessa steht die Matura bevor und verlangt nach Geld. Sophie beklagt ihr Schicksal weinend bei Stefanie. Stefanie borgt Sophie daraufhin 3000 €, was Leopold in Aufregung versetzt.
Stefanie und Sophie beschließen daraufhin, ein Kochduo unter dem Titel „Dinner for two – Luxus zu Hause“ zum Preis von 200 € zu gründen, wobei sie für zwei Personen kochen, um Geld zu verdienen, was in Barzahlung erfolgen soll, womit Leopold auch nicht gerade einverstanden ist.
Ihre erste Tätigkeit bei Frau Professor Aichholzer, die sich überspannt verhält, gestaltet sich schwierig. Diese verschmäht die Lebensmittel von Stefanie und Sophie, da sie selbst welche reservierte und zudem acht Personen (der High Society) zu ihrem Festmahl eingeladen hat. Stefanie und Sophie verarbeiten widerwillig die Vorräte von Frau Aichholzer. Frau Aichholzer kritisiert nun bodenlos die Speisen von Stefanie und Sophie. Auch gibt es mit dem Champagner Probleme. Als zuletzt abgerechnet werden soll, verlangt Frau Aichholzer einen Erlagschein. Stefanie und Sophie verzichten nun auf Geld von Frau Aichholzer.
Leopold fährt in einer regnerischen Nacht spazieren, wobei er durch ein Missgeschick eine junge Dame am Straßenrand anspritzt. Leopold lädt diese nun zum Essen ein und beginnt mit ihr eine Liebesbeziehung. Auch schenkt er ihr einen großen Rosenstrauß. Mit dem späteren Essen in der Wohnung der jungen Dame, das aus Sushi besteht, ist Leopold nicht zufrieden. Zudem ist die junge Dame zum Kochen von Leopolds Lieblingsspeisen untalentiert.
Tessa erhält ständig anonyme Anrufe. Auch bleibt Tessa unter dem Vorwand, zusammen mit ihren Mitschülern zu lernen, bis spät in die Nacht weg. Die Gespräche zwischen Sophie und Tessa sind nicht die Besten. Zudem wird Tessa wegen zu langer Abwesenheit von der Schule ausgeschlossen.
Die nächste Kochstelle von Stefanie und Sophie ist der homosexuelle und schönheitsbewusste George Haider. Dieser tritt vor Stefanie und Sophie in Frauenkleidung auf. Da sein Partner nicht erscheint, gibt er sich großzügig und lädt Stefanie und Sophie als seine Gäste zum Essen ein. George belehrt nun die beiden Damen in der Schönheitspflege und Kosmetik, wobei er auch seinen Proberlkasten zeigt. Nun konsumieren Stefanie und Sophie die Schönheitsprodukte und verzichten ebenso auf Geld. Auch erscheint verspätet der Partner von George, den er schließlich abweist.
Einige Zeit später kochen Stefanie und Sophie für den jungen Herrn Seiler, der ein junges Mädchen zum Essen eingeladen hat. Bei diesem handelt es sich um Sophies Tochter Tessa. Als zufällig Stefanie serviert, stellt sie Tessa zur Rede. Dabei stellt sich heraus, dass Herr Seiler Tessa Geld borgte, da Tessa bei Russen Schulden hatte und auf der Rechnung sitzengelassen wurde. Stefanie hält dies vor ihrer Mutter Sophie geheim und verweist Tessa nun aus der Wohnung von Herrn Seiler. Stefanie zahlt auch Herrn Seiler ihren Verdienst, wegen Tessas Schulden, zurück.
Nun sind Stefanie und Sophie bei der jungen Dame engagiert, die Leopold kennenlernte. Dabei müssen sie im Verborgenen wirken und ein großes Menü, das aus mehreren Gängen besteht, kochen. Die junge Dame selbst holt die Gänge ab. Stefanie und Sophie ahnen dabei nicht, dass sie für Leopold die Lieblingsspeisen kochen. Als Sophie nun zufällig in das Esszimmer blickt, entdeckt sie den kollabierenden Leopold bei der jungen Dame. Sophie verweist nun Leopold aus der Wohnung der jungen Dame. Jedoch verdienen Stefanie und Sophie diesmal 700 €.
Zuhause findet Stefanie Leopold erschöpft vor und er gesteht Stefanie dabei, dass er in der letzten Zeit viel Fleisch aß und beschließt, Vegetarier zu werden.
Zuletzt sind Stefanie und Sophie beim alten, krebskranken Ehepaar Merlet tätig. Herr Dr. Merlet empfängt die Damen und beschließt, einen alten Sekt aus einem früheren Jahrzehnt zu trinken. Auch bezahlt er die Damen sofort. Herr Merlet und seine gelähmte Frau verspüren keinen Appetit und lassen das gesamte Menü stehen, da sie ein Dinner nicht mehr gewöhnt sind. Jedoch bedanken sich die Merlets für das Festmahl und Herr Dr. Merlet überreicht Stefanie und Sophie zum Abschied Juwelen, die sie erst am nächsten Tag öffnen sollen.
Beim gemeinsamen Frühstück entdecken sie eine Perlenkette in der Schmuckschachtel. Sophie hingegen hat eine Brosche mit Saphir erhalten. Stefanie und Sophie begeben sich nochmals zur Wohnung der Merlets. Dort aber befindet sich ein Aufgebot von Polizei und Bestattung, da die Merlets Selbstmord mit Pistole begingen.
Sophie beschließt, das Kochen aufzugeben, und Tessa findet einen Brief von ihrem Papa aus Australien inklusive Flugticket vor. Es stellt sich heraus, dass er in Australien eine Farm kaufte, da es sein Wunsch war, in der Ferne und auf dem Land zu leben. Nach anfänglichen Widerwillen willigt Sophie schließlich ein, mit Tessa nach Australien auszuwandern.
Den Schluss des Filmes bildet der Besuch eines Wiener Marktes durch Leopold und Stefanie.

## Kritik
„Solide inszeniert, vorzüglich gespielt.“

## Belege
1. 1 2  Dinner for Two. In: Lexikon des internationalen Films. Filmdienst, abgerufen am 22. Februar 2020.